# 유엔 안전 보장 이사회 결의 제189호
유엔 안전 보장 이사회 결의 제189호는 1964년 6월 4일 만장일치로 채택되었다. 베트남 공화국 부대가 캄보디아에 침투하여 발생한 사건을 비난하고 캄보디아 민간인에 대한 보상을 요구하였다. 이 결의안은 모든 국가와 당국이 캄보디아의 중립성과 영토 보전을 인정하고 존중할 것을 요청하면서, 3개 회원국을 가장 최근의 사건이 발생한 현장으로 파견하여 45일 이내에 제안 사항을 이사회에 보고하도록 결정하였다.
캄보디아는 이전에 남베트남과 미국군이 자국 영토에 대한 침략 행위와 침입을 저질렀다고 비판한 바 있다. 1964년 7월 24일, 의회가 파견한 사절단은 국경 상황이 여전히 긴박하며 아직 해결책을 찾지 못했다고 보고하였다.

## 같이 보기
- 유엔 안전 보장 이사회 결의 제101 ~ 200호 목록
- 베트남 전쟁